# 千井野空翔
千井野 空翔（ちいの くうと、2007年〈平成19年〉1月2日 ‐ ）は、日本のアイドル、俳優、ジュニア。
埼玉県出身 。STARTO ENTERTAINMENT所属。

## 来歴
2018年6月23日、ジャニーズ事務所に入所。
2023年6月10日、「テレビ朝日・六本木ヒルズ SUMMER STATION」でのジャニーズJr.による公演『マイナビ サマステライブ2023 俺たちがミライだ!!』限定ユニット・ミライBoys 24のメンバーに選ばれる。
同年11月17日、ミライBoys12に選ばれドラマチックステージプロジェクトvol.1舞台『大脱出〜Escape Run〜』（中江功演出）にて主人公・ちいのを演じる。2024年3月にもミライBoysとして『大脱出2〜Escape Run〜』に参加する。

## 人物
- グループには所属していないが、阿達慶を「相棒のような存在」としており、2人でグラビアや雑誌の表紙を飾るなど、“あだちいの”の愛称で親しまれている[8][9]。
- 兄弟構成は弟と妹の2人[10]。普段、弟の野球練習に付き合うことがある[1]。
- 好物はミニトマト[11]。
- アピールポイントは手が大きいこと[12]。
- 憧れの先輩に、亀梨和也、永瀬廉、和田優希、作間龍斗を挙げている[12]。

## 出演
個人での出演のみ記載。ユニットでの活動はミライBoys 24、ミライBoys12、ミライBoysを参照。

### テレビ番組
- ジャニーズJrランドNEO→ジュニランNEO[注釈 1]（2023年4月28日 - 2024年3月30日 、TBSチャンネル1/SPOOX）[14]

### ネット配信
- ワイルドトリッパー!!（2025年4月10日 - 、Prime Video）[15]

### 舞台
- JOHNNYS' IsLAND（2019年12月8日 - 1月27日、帝国劇場）[16]
- JOHNNYS' IsLAND THE NEW WORLD（2022年1月1日 - 19日[注釈 2]、帝国劇場）[17]
- 少年たち あの空を見上げて（2022年9月11日 - 10月13日、新橋演舞場 / 10月28日 - 11月6日、御園座） - 看守 役[18]
- JOHNNYS' World Next Stage 2023（2023年1月1日 - 26日[注釈 3]、帝国劇場）[19]
- 少年たち 闇を突き抜けて（2023年10月4日 - 28日、新橋演舞場） - 看守 役[20][21]
- ナイトメアホスピタル2024（2024年2月22日 - 28日、シアター1010） - 魔界の王 役[22][23]
- MASSARA（2024年9月4日 - 17日、新橋演舞場） [24]
- トンデモ？ピーター・パン！（2024年9月28日 - 10月1日、梅田芸術劇場 / 10月5日 - 6日、アイプラザ豊橋 / 10月10日 - 14日、東京国際フォーラムホールC） - マックス・ベネット 役[注釈 4]
- ANDO（2025年9月5日 - 28日予定、新橋演舞場 / 10月9日・10日予定、広島文化学園HBGホール / 10月17日 - 25日予定、大阪松竹座）[26]

### コンサート
- 東西ジャニーズJr. Spring Paradise Go!Go!kids 他ジャニーズJr.公演（2023年3月18日・19日、大阪松竹座 / 6月10日 - 12日、日本橋三井ホール）[27][28]
- ALL Johnnys' Jr. 2023わっしょいCAMP! in Dome（2023年7月16日・17日、京セラドーム大阪 / 8月19日・20日、東京ドーム）[29]
- マイナビ サマステライブ2024 SUMMER GO! MIRAI GO! 東だ！西だ！全員集合（2024年7月30日 - 8月8日、EX THEATER ROPPONGI）[30]
- 東西ジュニア コンサート 東西シナジー（2024年12月20日 - 27日、オリックス劇場）[31]
- SHOWbiz 2025（2025年1月5日 - 13日、有明アリーナ）[32]
- 東京ジュニア Next Generation 2025（2025年7月30日 - 8月1日予定、EX THEATER ROPPONGI / 8月7日 - 16日予定、大阪松竹座）[33][34]

### イベント
- 駆アガル！〜あべこべ男子に憧れて〜（2025年3月22日・23日、ぴあアリーナMM）[35][36]

### その他
- 都市型観光バスツアー『WOW RIDE』（2022年8月1日 - 10月30日） - 映像バスガイド[37][38]
- プロ野球2023 ソフトバンク × 楽天戦（2023年9月10日、BOSS E･ZO FUKUOKA） - 試合中継副音声[39]